# Aplidium uouo
Aplidium uouo is een zakpijpensoort uit de familie van de Polyclinidae. De wetenschappelijke naam van de soort werd voor het eerst geldig gepubliceerd in 1987 door het echtpaar Claude en Françoise Monniot.